# Akademia Bezpiecznego Puchatka
Akademia Bezpiecznego Puchatka – program edukacyjny skierowany do uczniów klas pierwszych szkół podstawowych w całej Polsce. Głównym celem programu jest edukacja i poprawa bezpieczeństwa dzieci. Jest on realizowany we współpracy z Wydziałem ds. Nieletnich, Patologii i Profilaktyki Biura Prewencji Komendy Głównej Policji oraz Wydziałem ds. Profilaktyki w Ruchu Drogowym Biura Ruchu Drogowego Komendy Głównej Policji.Patronem Honorowym akcji jest Komendant Główny Policji oraz kuratoria oświaty. Organizatorem jest przedsiębiorstwo Maspex i marka Puchatek, należąca do portfolio firmy.
Głównym założeniem i celem akcji jest edukacja i poprawa bezpieczeństwa dzieci, które rozpoczynają naukę w szkole oraz wspieranie ich rozwoju. Program zwraca uwagę na potencjalne zagrożenia, uświadamia dzieciom i ich rodzicom skutki niebezpiecznych zachowań w domu, szkole i na drodze, a także w Internecie. Każda ze szkół zgłoszonych do programu otrzymuje bezpłatnie specjalne, materiały edukacyjne, na podstawie których realizuje zajęcia o tematyce bezpieczeństwa oraz certyfikat przynależności do „Akademii Bezpiecznego Puchatka”.
W ramach programu odbywa się Ogólnopolski Test Wiedzy o Bezpieczeństwie. Od początku istnienia programu wzięło w nim udział już ponad 1 mln dzieci.